# Mound City, South Dakota
Mound City är administrativ huvudort i Campbell County i South Dakota. Enligt 2010 års folkräkning hade Mound City 71 invånare.